# Lumír (bájný pěvec)
Lumír je bájný pěvec, který se objevil v 19. století v Rukopisu královédvorském („nalezen“ 1817) v epické básni Záboj (O velikém pobití). V básni, pojednávající vypráví o vítězství Záboje a Slavoje nad německým Luďkem, je zmínka o bájném pěvci Lumírovi, který svým zpěvem pohnul Vyšehradem i celou vlastí.

## Zmínka v Rukopisu královédvorském
V přepisu novočeským pravopisem dle Endersova kritického vydání z roku 1993 v nakladatelství Neklan):
"Aj, ty Záboju, ty pěješ srdce k srdcu

piesňú z střěda hořě jako Lumír;

ký slovy i pěniem

bieše pohýbal Vyšehrad i vsie vlasti!

Tako ty mě i vsiu bratř.
Znění v jubilejní brožuře Městské knihovny v Praze roku 2011, s odlišným frázováním, interpunkcí a rozdělením do veršů:
Aj, ty Záboju, ty

pěješ srdce k srdcu

pěsňú z střěda hořě.

Jako Lumír, ký slovy i pěniem

bieše pohýbal Vyšehrad i vsie vlasti,

tako ty mě i vsiu bratř.

## Ohlasy
Díky autoritě Františka Palackého, který věřil v pravost Rukopisů, se postavy z Rukopisů staly součástí obrozenci oslavované národní minulosti.
Lumír se dostal roku 1851 do titulu literárního časopisu Lumír a skupina literátů kolem tohoto časopisu se nazývala Lumírovci. Josef Václav Myslbek vytvořil pod vlivem Mánesových kreseb sousoší Lumír a Píseň (Lumírova píseň), které bylo osazeno roku 1888 jako první ze čtyř sousoší na pylonech Palackého mostu v Praze (pravá strana ve směru od Palackého náměstí). V pylonech byly budky výběrčích mýtného, jedna z jejich lidových přezdívek byla proto „lumíři“. Za druhé světové války byly sochy poničeny, opravené sochy či jejich kopie byly kolem roku 1947 umístěny do Vyšehradských sadů. Po Lumírovi jsou v Praze na Vyšehradě pojmenovány Lumírova ulice a Lumírovy sady.
Vlastenský slovník historický od Jakuba Malého z roku 1877 v postavě Lumíra viděl podobnost s řeckým Orfeem a vyvozoval z toho sourodnost staré kultury slovanské se starořeckou v šedém pravěku.
Nikolaj Andrejevič Rimskij-Korsakov zasadil českého pěvce Lumíra v roce 1890 do opery Mlada, jejíž liberto napsal Viktor Alexandrovič Krylov. Námět opery s psychologickým kontextem čerpá ze staré historie Pobaltských Slovanů. Lumírův part v opeře je altový. Lumír a Češi vystupují ve druhé scéně druhého aktu s písní „Vy čto za ljudi“. Češi s Lumírem v čele se přišli modlit k Radegastovi a postěžovali si na to, že se jim do dědiny násilím vloupal cizinec, který jim přikázal uctívat cizí bohy a chce zavádět svoji teftonskou pravdu, avšak Češi u něj pravdu hledat nepotřebují, protože svatou pravdu mají už dávno, přinesenou přes tři řeky od Tater.
Postavy českých bardů Záboje, Slavoje či Lumíra se objevily v řadě realizovaných i nerealizovaných českých oper či nezhudebněných libret. Eliška Krásnohorská napsala roku 1870 libreto Lumír, který nebylo zhudebněno. Některé z těchto postav se objevily i v operách Záboj J. L. Zvonaře (1862), Záboj E. Chvály (1905-1909), Vanda A. Dvořáka (1876), Šárka L. Janáčka (1887), Nastolení Libušino R. Zamrzly a v nezhudebněných libretech Záboj G. Pflegra Moravského (1871) či Kněžna Libuše E. Destinnové (1913).
V opeře Sasíci v Čechách aneb Marnost bojů proti RKZ s podtitulem „poslední vlastenecká opera“ (v rámci cyklu Bušení do železné opony VII. uvedlo Stavovské divadlo 16. května 2004, autoři libreta Miroslav Pudlák a Lukáš Jiřička). V tomto díle se vlastenecky smýšlející skladatel Foltýn neúspěšně pokouší vytvořit vlasteneckou operu, jejíž postavy však v jeho bytě ožijí a Lumír, Foltýnův dvojník, skladatele zabije.
František Ringo Čech napsal v roce 1986 (publikován divadelní videozáznam z roku 1991, v roce 1990 vydáno knižně jako román) komedii Dívčí válka. V tomto díle je božský pěvec Lumír homosexuální, stojí mezi oběma bojujícími tábory a nakonec je obětován pro nastolení míru a končí v náručí spokojené Vlasty.
Podle několika článků v Encyklopedii Prahy 2 po ukončení dívčí války Lumír odmítl zazpívat vítězným mužům oslavnou píseň a místo toho zapěl o slavném Vyšehradu, nad kterým se vznáší duše kněžny Libuše. Poté zlomil svůj nástroj a navždy opustil Vyšehrad. Toto pojetí Lumíra jako feministy je nejspíše další moderní mystifikací (nebo vychází z komedie Františka Ringo Čecha); v Rukopisech se jméno Lumír vyskytuje pouze jednou ve výše citovaném kontextu.